# 안토니오 카브리니
안토니오 카브리니(이탈리아어: Antonio Cabrini anˈtɔːnjo kaˈbriːni[*], 1957년 10월 8일, 롬바르디아 주 크레모나 ~)는 이탈리아의 전 프로 축구 선수이자 감독이다. 그는 현역 시절에 좌측 수비수로, 유벤투스에서 주로 활동했다. 그는 이탈리아 국가대표팀 일원으로 1982년 월드컵을 우승했다. 카브리니는 아름다운 안토니오(Bell'Antonio)라는 별칭으로 알려져 있는데, 매력으로 휘어잡는 인기와 수려한 외모로부터 별명이 붙었다. 현장에서, 그는 이탈리아 역사상 손꼽히는 위대한 수비수이며, 이탈리아 국가대표팀과 유벤투스에서 디노 초프 수문장을 비롯해 클라우디오 젠틸레와 가에타노 시레아와 함께 위협적인 수비진을 구축한 것으로 회자된다. 카브리니는 이탈리아의 1978년 월드컵 4위에 일조하며 최우수 신인 선수로 선정되었고, 유로 1980에도 참가해 4위를 도왔다. 그는 유벤투스 선수로 활약하면서 유럽 클럽대항전을 모두 우승한 몇 안되는 선수이기도 하다. 2021년, 그는 이탈리아 축구 명예의 전당으로 헌액되었다.

## 클럽 경력
카브리니는 롬바르디아 주 크레모나 출신이다. 그는 인근 크레모네세 소속으로 1973-74 시즌에 세리에 C에서 신고식을 치른 것을 포함해 3경기 뛰었고, 이듬해인 1974-75 시즌에는 주전 지위를 확보했다. 1975-76 시즌, 그는 세리에 B의 아탈란타에서 활동했고, 1976년 여름에는 유벤투스에 입성해 현역 시절 대부분을 보내게 되었다.

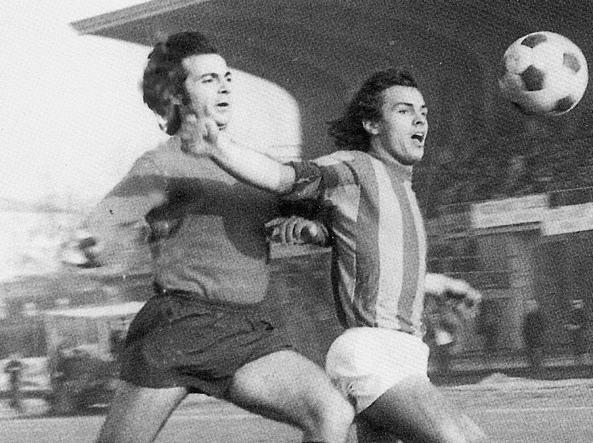
1970년대 초반, 크레모네세에서 활약하는 신예 카브리니 (오른쪽)

그는 유벤투스 소속으로 세리에 A를 6번, 코파 이탈리아를 2번 들어올렸고, UEFA 슈퍼컵도 1번, 유러피언컵도 1번, UEFA컵도 1번 우승했으며, 유럽-남미간 인터콘티넨털컵도 1번 우승했다. 그는 유벤투스 마지막 시즌에 시레아로부터 물려받은 주장을 차고 활약했다. 1989년, 토리노 연고 구단에서 13년 동안 성공적으로 활약한 그는 볼로냐로 둥지를 옮겨 2년을 더 뛰고 축구화를 벗었다. 그는 총 352번의 세리에 A 경기(이 중 297번을 유벤투스에서) 출전해 35골(이 중 33골을 유벤투스에서)을 넣었다.

## 국가대표팀 경력
카브리니는 이탈리아 국가대표팀에 차출되어 1978년 월드컵에 참가했는데, 차출될 당시 한 경기도 출전하지 않았었다.(한편 청소년 국가대표팀에서는 23번의 경기에 뛰었다) 그는 1978년 6월 2일에 프랑스와의 이탈리아 대회 첫 경기에서 국가대표팀 신고식을 치렀고, "푸른 군단"은 이 경기를 2-1로 이겼다. 이탈리아는 이 대회에서 4위의 성적을 거두었고, 카브리니는 최우수 신인 선수로 훗날 선정되었다. 그는 이후 국가대표팀의 주전 선수로 9년을 활약하였다. 그는 이탈리아가 참가한 월드컵 3개 대회 경기에 모두 주전으로 뛰었다: 1978년, 1982년, 그리고 1986년 대회에 참가했다. 도합하여, 카브리니는 18번의 월드컵 본선 경기에 출전했고, 이 중 우승을 거둔 1982년 월드컵에서는 서독과의 결승전에서 페널티 킥을 실축하기도 했다. 그는 안방에서 열린 유로 1980에도 참가했는데, 조별 리그 2위를 차지한 후 대회를 4위로 마감했다.
카브리니는 1982년 월드컵의 우승 주역으로, 디노 초프 골키퍼를 비롯해 가에타노 시레아, 주세페 베르고미, 클라우디오 젠틸레의 수비진, 마르코 타르델리와 브루노 콘티가 포진한 중원, 그리고 카브리니의 유벤투스 동료 파올로 로시가 공격을 맡은 최전방이 있었다. 카브리니는 대회 내내 인상적인 활약을 펼치며, 이탈리아의 대회 우승을 이끌었고, 그동안 이탈리아는 이 대회 2경기에서 무실점으로 틀어막았고, 전 대회 우승을 거둔 아르헨티나와의 2차 조별 리그 경기에서 득점을 기록해 이탈리아의 2-1 승리를 견인하기도 했다.
그는 국가대표팀에서 도합 73번의 경기에 출전해 9골(이탈리아 수비수 역대 최다 득점 1위)을 기록했고, 1987년 10월 17일에 0-0으로 비긴 스위스와의 경기에서 푸른 군단 고별전을 치렀다. 그는 국가대표팀 경기에 10번 주장 완장을 차고 출전하기도 했다.

## 경기 방식
빠르고 강인한 공격형 좌측 수비수로, 카브리니는 당대 손꼽히는 측면 수비수로 평가되었고, 이탈리아 축구 역사상 손꼽히는 최고의 수비수로도 회자된다.
전직 측면 미드필더이기도 한 그는 측면의 공격 삼각편대로도 기용할 수 있었다. 그는 이후 이바노에 "바보" 놀리 감독이 크레모네세 유소년을 감독하던 시절에 좌측 수비수로 전향했다. 카브리니의 공격 본능, 골을 노리는 시야, 지능, 그리고 공 배급력은 공넘김, 우아함, 그리고 기술적 능력과 결합해 이탈리아 축구의 측면 수비수의 전략적 가치를 현대화시켰고, 장거리에서도 포격을 할 수 있으며, 측면을 따라 상대 문전으로 질주하여 새로운 공격 활로를 확보해주었다. 적시와 적고도를 맞추는 데도 일가견이 있어 공중 경합에도 뛰어나며, 효율적인 프리킥과 페널티 킥 주자이기도 했다. 위의 기술과 조숙함, 꾸준함, 그리고 수비력이 결합해, 운동신경과 체격적 능력이 어우러져 전성기에는 세계 최고의 측면 수비수로 발돋움했다. 경기장 밖에서의 인기와 수털한 성격에도 불구하고, 말수가 적은 선수이기도 했다. 더 나아가, 그는 축구 선수로서 자기 관리에도 철저해 흡연도 음주도 하지 않았다.

## 감독 경력

### 클럽 감독 경력
카브리니는 2000년에 세르세 코스미의 세리에 C1의 아레초 감독을 맡았고, 플레이오프전에서 아깝게 승격을 놓쳤다. 이후, 그는 세리에 B의 크로토네 감독이 되었지만 별 성과를 내지 못했고, 이후 세리에 C1의 피사와 노바라 감독을 맡았지만 성적은 형편없었다.
그는 2007년 9월에 시리아 국가대표팀 감독으로 취임할 의사를 표명했지만, 얼마 지나지 않아 시리아 축구 협회, 이사진, 그리고 시리아 국가대표팀 협찬사 간의 불화로 카브리니와의 계약은 2008년 2월에 해지되어 실제로 지휘하지 못했다. 그는 2010년 월드컵에서 시리아 국가대표팀을 이끌 예정이었고, 이탈리아에 전지 훈련 계획도 세웠지만, 시리아 축구 협회의 재정 문제로 무산되었다.

### 이탈리아 여자 국가대표팀
2012년 5월 14일, 카브리니는 이탈리아 여자 국가대표팀 감독으로 취임했다. 2017년 8월 4일, 감독으로 5년을 활동한 후 밀레나 베르톨리니에게 바통을 넘겼다.

## 사생활
2008년 말, 그는 잠깐 이탈리아의 리얼리티 텔레비전 프로그램 유명인사들의 섬(L'Isola dei Famosi, 이탈리아판 유명인사 생존왕)에 출연했다. 2009년 6월, 그는 정치에 입문해 이탈리아의 가치당 일원으로 라치오 주의 스포츠 문제를 다뤘다.

## 수상
유벤투스
- 세리에 A: 1976–77, 1977–78, 1980–81, 1981–82, 1983–84, 1985–86
- 코파 이탈리아: 1978–79, 1982–83
- 인터콘티넨털컵: 1985
- 유러피언컵
  - 우승: 1984–85
  - 준우승: 1982–83[16]
- 유러피언 컵위너스컵: 1983–84
- UEFA컵: 1976–77
- UEFA 슈퍼컵: 1984

이탈리아
- FIFA 월드컵
  - 우승: 1982
  - 4위: 1978[18]
- 유럽 축구 선수권 대회 4위: 1980[19]

개인
- 월드컵 최우수 신인 선수: 1978[20]
- 이탈리아 축구 명예의 전당: 2021[4]

## 같이 보기
- 모든 국제 클럽대항전을 우승한 선수 목록
- 3대 유럽대항전을 모두 우승한 선수 목록